# Marián
Marián ist ein slowakischer männlicher Vorname ursprünglich lateinischer Herkunft; weiteres zu Herkunft und Bedeutung des Namens siehe Marian.

## Namensträger
- Marián Bielčik (* 1973), slowakischer Skispringer
- Marián Čalfa (* 1946), tschechoslowakischer Politiker
- Marián Chovanec (* 1957), slowakischer Weihbischof
- Marián Cisár (* 1978), slowakischer Eishockeyspieler
- Marián Čišovský (1979–2020), slowakischer Fußballspieler
- Marián Dávidík (* 1977), slowakischer Orientierungsläufer
- Marián Gáborík (* 1982), slowakischer Eishockeyspieler
- Marián Had (* 1982), slowakischer Fußballspieler
- Marián Hossa (* 1979), slowakischer Eishockeyspieler
- Marián Janušek (* 1960), slowakischer Politiker
- Marián Kelemen (* 1979), slowakischer Fußballspieler
- Marián Kočner (* 1963), slowakischer Unternehmer
- Marián Labuda (1944–2018), slowakischer Schauspieler
- Marián Lapšanský (* 1947), slowakischer Pianist
- Marián Masný (* 1950), slowakischer Fußballspieler
- Marián Palát (* 1977), tschechischer Fußballspieler
- Marián Šťastný (* 1953), tschechoslowakischer Eishockeyspieler
- Marián Šulko (* 1976), slowakischer Badmintonspieler
- Marián Varga (1947–2017), slowakischer Komponist und Musiker der Postmoderne